# Dino Carlesi
Dino Carlesi (Milano, 20 novembre 1919 – Pontedera, 30 novembre 2010) è stato un poeta, critico d'arte e pedagogista italiano.

## Biografia
Nato a Milano nel 1919, visse a Pontedera per molti anni, dove si è dedicato all’insegnamento e alle funzioni di dirigente scolastico, nonché assessore alla Pubblica Istruzione e alla Cultura del Comune di Pontedera. Ha partecipato alla Seconda Guerra Mondiale e fu prigioniero a Saida in Algeria, esperienza che registro' in un diario. La sua prolifica produzione letteraria abbracciava sia la poesia che il teatro e la critica d'arte, divenendo un punto di riferimento per numerose generazioni di artisti e scrittori. Ha scoperto e incoraggiato nuovi talenti, prodigandosi per assicurare che ricevessero il riconoscimento che meritavano. Incontrò poeti affermati come Salvatore Quasimodo e Giuseppe Ungaretti, ed è stato amico e corrispondente di importanti artisti italiani tra cui Renato Guttuso, Emilio Greco e Rino Valido. Durante la sua carriera, ha collaborato con rivista culturale Il Grandevetro e ha diretto la collana di poesia Le fonti di Agnano per la Casa Editrice Giardini. Ha contribuito alla creazione del Centro per l'arte Otello Cirri di Pontedera ed è stato a lungo membro del consiglio di amministrazione della Fondazione Museo Piaggio. È morto a Pontedera il 30 novembre 2010.

### Poesia
Con le sue poesie, negli anni, ha vinto il Premio Venezia, il Premio Monferrato, il Premio La Pira, il Premio Castagno-Pistoia, il Premio Calafuria di Livorno, il Premio La Sala, il Premio Il Fiore e il Premio O. De Gennaro di Latina. Nel 1947, Giuseppe Ungaretti lo incluse nell'antologia Poeti prigionieri ed è stato uno degli autori compresi nell'antologia Poeti toscani del Novecento curata nel 1972 da Agata Italia Cecchini, nonché nelle antologie La poesia in Toscana curata nel 1985 da Alberto Frattini e Franco Manescalchi e Traversata dell'azzardo curata nel 1990 da Domenico Cara Tra gli altri, hanno scritto del suo lavoro poetico: Elio Filippo Accrocca, Ferdinando Giannessi, Giorgio Caproni, Andrea Zanzotto, Antonio La Penna, Carlo Lodovico Ragghianti, Enzo Carli, Umberto Baldini, Gilberto Finzi, Fortunato Bellonzi, Mario Lunetta, Renzo Ricchi, Vanni Scheiwiller, Giuseppe Zagarrio e Mario Luzi. Negli ultimi anni, collaboro' in maniera sempre più costante con l’associazione Teatro del Silenzio di Lajatico, e sue poesie hanno aperto alcune edizioni del concerto che Andrea Bocelli dedica alla sua terra. Una delle sue ultime opere, Metafora della libertà, è stata recitata in uno spettacolo teatrale con la regia di Alberto Bartalini e le sue meditazioni sulla morte sono state pubblicate nella raccolta La porta socchiusa (poesie 2007-2009).

### Teatro
Carlesi ha scritto testi per il teatro. Nel 1965 ha contribuito all'allestimento della prima riduzione per il teatro di Una questione privata di Beppe Fenoglio a Pontedera, con la regia di Walter Santarelli.

### Critica d'arte
Carlesi ha contribuito significativamente alla critica d'arte e, nel corso degli anni, ha curato libri d’arte, mostre personali e collettive di pittura in gallerie e musei italiani e esteri. Tra gli artisti con cui ha scritto o curato le esposizioni si ricordano, fra gli altri: Tosco Andreini, Ugo Attardi, Vinicio Berti, Gianni Bertini, Giuseppe Capogrossi, Arturo Carmassi, Virgilio Carmignani, Alfredo Chighine, Raffaello Consortini, Primo Conti, Antonio Corpora,  Lino Dinetto, Piero Dorazio, Gianni Dova, Alfredo Fabbri, Riccardo Guarneri, Renato Guttuso, Krimer, Alberico Morena, Gualtiero Nativi, Achille Perilli, Walter Piacesi, Aldo Salvadori, Giulio Turcato, Francesco Vaccarone, Rino Valido, Venturino Venturi, Andrea Gabbriellini.

## Riconoscimenti
Nel 2008 nei Quaderni della Fondazione Piaggio (I-II 2008, Nuova Serie) è uscito un Omaggio a Dino Carlesi Presentazione del libro 'Rendiconto' Atti della Giornata di presentazione  del libro 'Rendiconto' Pontedera, 12 gennaio 2008, (pp. 167-209) con scritti di Floriano Romboli, Franco Pezzica, Giancarlo Fasano, Carmelo Mezzasalma. Nello stesso Quaderno, a seguire (pp. 211-238), hanno scritto di Dino Carlesi con interventi di Elio Filippo Accrocca, Riccardo Ferrucci, Alessandro Fo, Mario Lunetta.
Nel 2016 la rivista Il Grandevetro (numero 123) ha dedicato a Carlesi un inserto speciale con scritti di Silvia Bracaloni, Liviana Canovai, Daniela Pampaloni, Valentina Filidei, Nicola Micieli, Antonio Chelli, Laura Ferrini, Sonia Forsi, Ilario Luperini, Franca Mencacci, Carletto Monni, Mario Montorzi, Marco Papiani, Stefano Renzoni, Stefano Stacchini, Grazia Taliani, Franco Pezzica, Floriano Romboli.
Nel 2023, Pontedera ha intitolato il nuovo polo scolastico a Dino Carlesi, una struttura completa di biblioteca, palestra e auditorium. L'inaugurazione ha coinvolto autorità locali e regionali, tra cui il sindaco di Pontedera Matteo Franconi e il presidente della Regione Toscana Eugenio Giani.

## Opere

### Raccolte di poesia
- 1953 – All'affanno del tempo, Nistri-Lischi
- 1958 – La vigna a mezza collina, Marzocco
- 1962 – Il cielo di tutti, Nistri-Lischi
- 1968 – Modo di essere, Nistri-Lischi
- 1973 – Case come storie, Graphis Arte
- 1975 – Elegia per l'uomo, Graphis Arte
- 1976 – Foto di famiglia e cane, Lodi
- 1976 – Il giacinto allegro, Sciardelli
- 1978 – Otto lettere d'amore, Lodi
- 1980 – Il prato del mulino, Graphis Arte
- 1981 – Impronte digitali, Scheiwiller
- 1983 – Variazioni sul segno, Graphis Arte
- 1986 – Arte o follia creativa, Circolo Pestival
- 1987 – Una stagione possibile, Giardini
- 1993 – Destinazione terra, Quinta Generazione
- 1997 – Soggiorno obbligato, Baroni
- 1999 – In forma di quindici, Il Grandevetro
- 2000 – Racconto di un viaggio, Passigli
- 2002 – Ricerca di poesia: Poesie 2000-2002, Edizioni del Leone
- 2003 – Metafora sulla libertà con "Prologo", Monologo-dialogo, Bandecchi & Vivaldi
- 2005 – Segnali imperfetti: poesie 2003-2005, ETS
- 2007 – Rendiconto: poesie 2005-2007, Ibiskos editrice Risolo
- 2009 – La porta socchiusa: poesie 2007-2009, Tagete
- 2011 – La tua leggerezza (poesie 2008-2010), Bandecchi & Vivaldi (con introduzione di Floriano Romboli e note di lettura di Franco Pezzica)

### Contributi in antologie di poesia
- 1947 - Giuseppe Ungaretti (a cura di). Poeti prigionieri. L.I.C.E.
- 1972 - Agata Italia Cecchini, (a cura di). Poeti toscani del Novecento. Editalia.
- 1985 - Alberto Frattini e Franco Manescalchi,(a cura di). La poesia in Toscana. Forlì: Forum/Quinta Generazione.
- 1990 - Domenico Cara, (a cura di). Traversata dell'azzardo. Libreria Mistral/Ed.Ripostes.

### Teatro
- 1965 - Una questione privata di Beppe Fenoglio (riduzione teatrale con regia di Walter Santarelli)

### Critica d'arte
(elenco parziale)
- 1968 - Personale di Ugo Attardi, Linari, Firenze.
- 1973 - I notturni di Alfredo Fabbri, Edizioni d'Arte Ghelfi.
- 1973 - Francesco Vaccarone, Giardini Editore.
- 1980 - Con Dino Carli: Opere della Pinacoteca G. Friuli di Grosseto. Tipolito La Commerciale, Grosseto.
- 1977 - Introduzione in Guido e Giorgio Guastalla, Alberico Morena. Opera grafica completa 1954 - 1977. Graphis Arte: Livorno.
- 1982 - Renato Guttuso. La Scaletta. Ghiggini, Varese.
- 1984 - Raccolta Vallerini: Catalogo generale. Bandecchi e Vivaldi: Pontedera.
- 1985 - Alliof in lingua rovescia, Le mostre malate. Edizioni del Circolo del Pestival
- 1986 - Sui prati sulle colline. Cinque riproduzioni e una litografia a colori di Paolo Lapi. Bandecchi e Vivaldi: Pontedera.
- 1987 - Virgilio Carmignani. Coerenza di un Maestro. La Nuova Strozzina. Firenze.
- 1988 - Con Dino Carli: Dinetto. Matteo Editore.
- 1989 - Con Valerio Volpini: Opera grafica e pittorica di Alberico Morena, XXIII Festival dei Due Mondi di Spoleto.
- 1989 - Con Giorgio Ruggeri: Alvio Vaglini. Vita e opere di uno scultore. Giardini.
- 1990 - Con Carlo Ludovico Ragghianti: Salvadori. Società italiana per le edizioni d'arte, Gruppo poligrafico e zecca dello Stato. Roma.
- 1991 -Andrea Gabbriellini- mostra "Le Barriere", Testi   critici di Enzo Carli e Dino Carlesi, Palazzo Lanfranchi,Pisa,

```
 Ediz. Bndecchi e Vivaldi, Pontedera, 1991.
```

- 1992 - Con Libero Bigiaretti: Walter Piacesi. Edizioni Ca' Spinello
- 1992 - Renato Guerrini. Bandecchi e Vivaldi: Pontedera.
- 1994 - Marcello Scuffi, Polistampa, ISBN 9788883046377.
- 1998 - Andrea Gabbriellini, Prefazione mostra personale Galleria Orfeo di Lussemburgo "L'incantesimo come incantamento del mondo".
- 1995 - Tosco Andreini, Maschietto & Musolino.
- 1999 - Raffaello Consortini, Cassa di risparmio di Pisa.
- 2000 - Con Bruno Musso: Rino Valido, Le opere e le loro strutture interne, Edizioni Le Mani, Genova.
- 2001 - Alberico Morena pittore, Gubbio e Spoleto.
- 2001 - Rino Valido, Colore e astrazioni, Arte Bersani, Finale Ligure.
- 2001  Andrea Gabbriellini Testo critico personale alla

```
 Galleria Orfeo di Lussemburgo. 2001.
```

- 2003 Andrea Gabbriellini, Testo critico e Direttore Artistico Dino Carlesi, Antologica (Opere 1954-2003) per l'inaugurazione del Centro per l'arte "Otello Cirri", Pontedera. Ed. Bandecchi e Vivaldi, 2003.
- 2004 - Anna Cassola Vita - Finzi. Una vicenda artistica privata, Caleidoscopio, Viareggio.
- 2005 - Con Antonio Paolucci e Anna Laghi: Marco Dolfi. Oggetti d'affezione. Caleidoscopio, Viareggio.
- 2006 - Mario Arlati, Luce. Contini, Venezia
- 2008 - Con Lodovico Gierut e Marcella Malfatti: Astrattismo a Viareggio, Museo Civico di Villa Paolina Bonaparte. Caleidoscopio: Viareggio.
- 2009 - Con Luciano Caprile e Gérard Xuriguera: Rino Valido, Pittura come colore, Edizioni Le Mani: Genova. ISBN 9788880125204.

### Diari
- 2016 – Dario di Saida, 36 mesi di prigionia in Algeria (1943-1946), A cura di Franco Pezzica. Tagete: Pontedera.

## Archivio
Nel Fondo Dino Carlesi, situato presso la Biblioteca Gronchi di Pontedera, sono conservate lettere inviate a Carlesi da importanti critici, poeti e artisti italiani, tra cui Salvatore Quasimodo. L'inventario dei documenti, curato dall'Associazione Crescere Insieme e da alcuni studenti nell'ambito dell'alternanza Scuola-Lavoro, è in corso di completamento. Il materiale, donato dagli eredi dopo la sua scomparsa, comprende la corrispondenza privata e una collezione di oltre 9.000 volumi, che include quasi tutti i suoi scritti letterari e critici, le numerose curatele in ambito artistico, e i volumi raccolti nel corso della sua attività culturale.